# Durchkomponiert
Con il termine aggettivale tedesco durchkomponiert (in inglese through-composed) si intende una musica relativamente continua, non-sezionale, e/o non-ripetitiva. Una canzone viene detta durchkomponiert, se ha una musica diversa per ogni stanza della poesia, contrariamente alla forma strofica, in cui ogni stanza ha la stessa musica. 
Molti esempi di questa forma possono essere trovati nei Lieder di Schubert, dove le parole di una poesia sono messe a punto per la musica e ogni verso è diverso, e nel "Der Erlkönig" (il re degli elfi), in cui la sistemazione procede in base a un diverso arrangiamento musicale per ogni nuova stanza e ogni volta che il brano viene ad essere eseguito da un personaggio, questi lo interpreta con il suo proprio registro e tonalità vocale. Idem per la Sinfonia degli Addii di Haydn.
Happiness Is a Warm Gun dei Beatles è un esempio di questa applicazione della forma nella musica popolare. Un altro esempio è Enthused del gruppo pop-punk blink-182. Nessuna sezione del samba del 1939 di Ary Barroso, Brazil, si ripete; tuttavia, l'inserimento di un secondo testo in portoghese permette alla melodia di essere suonata due volte.
Il termine è anche applicato all'opera e altri lavori drammatici che hanno a che fare con la musica, per indicare l'estensione della musica (come opposta al recitativo e al dialogo). Per esempio i musical di Stephen Sondheim e Andrew Lloyd Webber hanno fatto parte di un moderno andamento verso composizioni through-composed, piuttosto che raccolte di canzoni. Nel musical, le opere prive di dialogo parlato, come Les Misérables sono di solito riferite per mezzo del termine "through-sung".
Anche un'opera composta cronologicamente (dall'inizio alla fine del brano) senza uno schema formale precomposizionale viene detta through-composed.